# Хочева
Хо́чева —  село в Україні, (до 2020 р. — Іванківського). Населення становить 104 особи. Село належить до IV зони посиленого радіоекологічного контролю.

## Історія
В історичних відомостях вказано, що Хочевим при польському пануванні володіли дві поміщиці. Населення займалося землеробством та вирощуванням худоби.
Над р. Хочева знаходиться піщаний насип, саме там розміщувався панський маєток.
7 (20) листопада 1917 року, відповідно до Третього Універсалу Української Центральної Ради, увійшло до складу Української Народної Республіки.
У роки німецько-радянської війни загинули 63 жителі села.
12 червня 2020 року, відповідно до розпорядження Кабінету Міністрів України № 715-р «Про визначення адміністративних центрів та затвердження територій територіальних громад Київської області», увійшло до складу Іванківської селищної територіальної громади.
19 липня 2020 року, в результаті адміністративно-територіальної реформи та ліквідації Іванківського району, село увійшло до складу новоутвореного Вишгородського району.
З кінця лютого до 1 квітня 2022 року під час російсько-української війни село було окуповане російськими військами.

## Видатні мешканці
Найстаріша жителька Хочева — Анастасія Даниленко, глава великої родини, що складається із восьми осіб — представників чотирьох поколінь (у 2008 році відзначила свій 90-й рік народження).
Житель села Іван Мойсеєнко — ветеран війни, радує своїх односельців запальною і талановитою грою на гармоні.

## Галерея

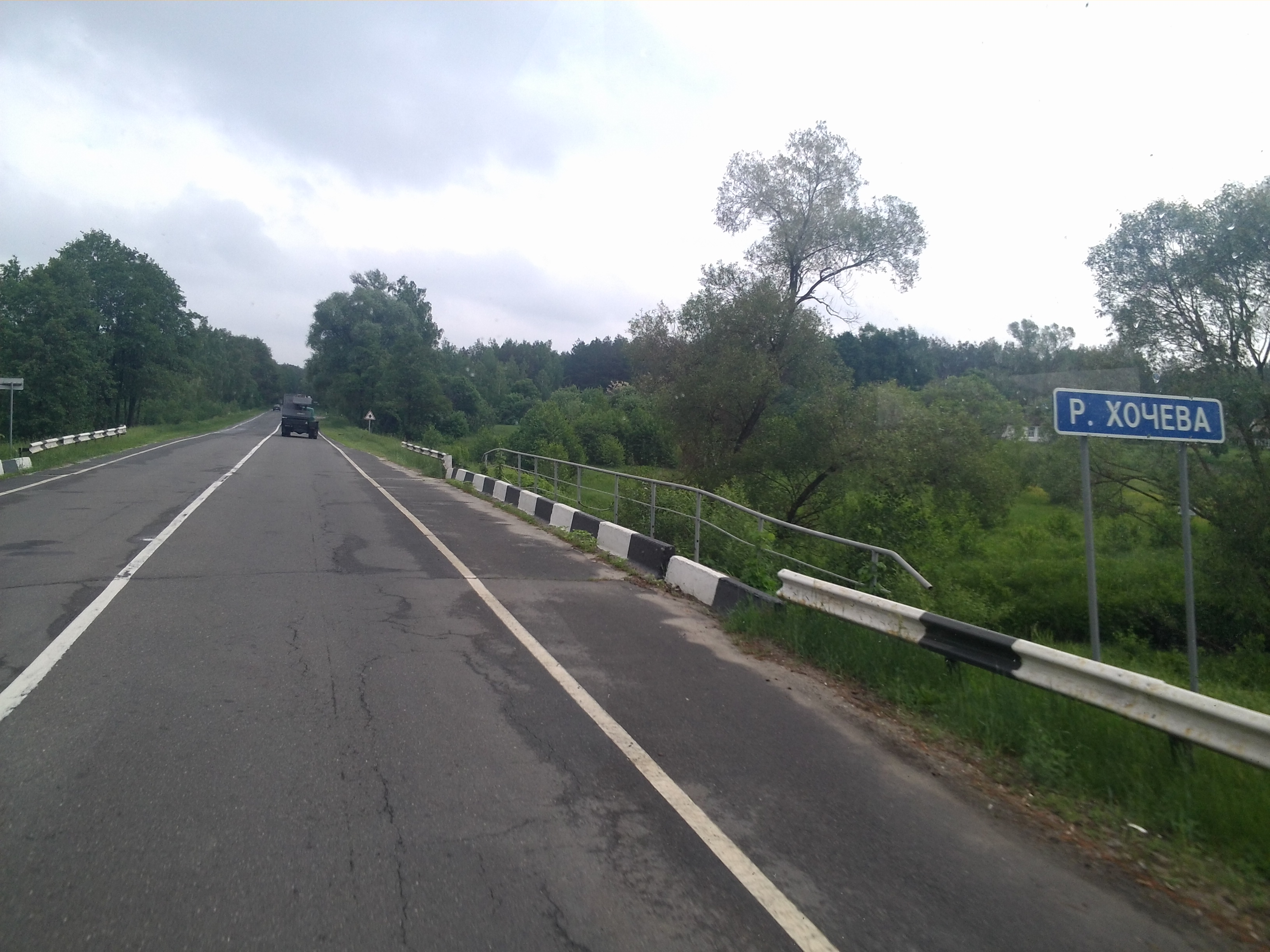
Міст через річку Хочева
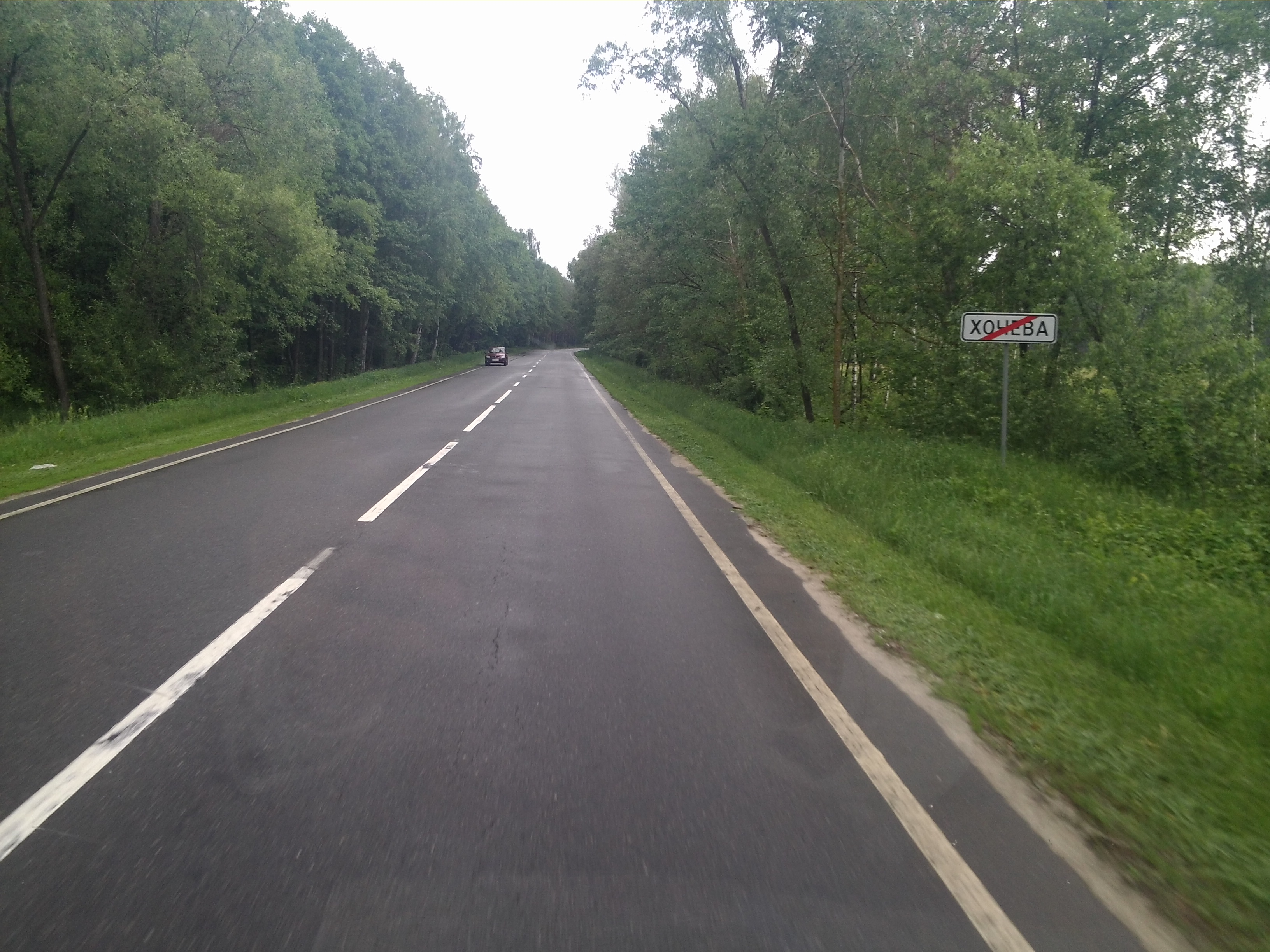
Дорожній знак при виїзді з села